# Битка при Димитрич
Битката при Димитрич (на гръцки: Η Μάχη του Δημητριτσίου) е сражение между настъпващите на изток във Византия нормански войски и византийската армия, станало на 7 ноември 1185 година край сярското село Димитрич и завършило с решаваща за войната византийска победа.
Според разказа на византийския хронист Никита Хониат, след разграбването на втория имперски град Солун от 9 до 24 август 1185 г. италонорманската армия на Сицилианското кралство се разделя на три части - едната остава в Солун, едната пристига с кораби в Мосинопол, а третата настъпва на изток към Константинопол през Сярско. Норманите са посрещнати от изпратената от новия византийски император Исаак II Ангел армия, начело със стратега Алексий Врана, който ги разбива под Мосинопол и отвоюва града, а след това се изправя пред другата норманска армия при Димитрич в Сярското поле.
Двете армии стоят една срещу друга и на практика между тях има примирие, докато на 7 ноември 1185 година Врана изненадващо напада норманите и ги разгромява. Норманските военачалници граф Ришар д'Ачера и граф Бодуен са пленени. Оцелелите нормани бягат към Солун, но тъй като са преследвани от ромеите изоставят града без битка. Остатъците от норманската армия бягат към Драч на адриатическия бряг и така опитът за завладяване на империя е на практика изоставен.